# Angela Calori
Angela Calori, auch Angiola (* 1732 in Mailand; † nach 1790), war eine Opernsängerin (Sopran), die spätestens ab 1745 auf Bühnen vor allem in Oberitalien, London, Prag und Dresden auftrat. Auch war sie eine der Geliebten Giacomo Casanovas, den sie in Ancona kennen lernte, und den sie in London und Dresden wiedersah. Mit etwa 50 Jahren zog sie sich von der Oper zurück.

## Leben

### Oberitalien, Neapel (vor 1745 bis 1757)
Über ihren Lebensweg in Italien ist nichts bekannt, außer den Schilderungen Giacomo Casanovas, die am 25. Februar 1744 einsetzen. Als dieser sich im Alter von knapp 20 Jahren im März 1745 in Ancona aufhielt, verliebte er sich in eine bekannte Sängerin, die mit der Calori identifiziert wurde. Sie wiederum wurde lange mit dem Kastraten „Bellino“ gleichgesetzt. In Ancona war sie von dem ansonsten unbekannten Impresario Rocco Argento (Rocco Arienti) für das lokale Fenice engagiert worden, das seit 1709 bestand (es hieß nach dem Phönix, weil es nach dem Brand des Vorgängerbaus von 1707 entstanden war, des 1665 errichteten ersten Theaters der Stadt).
Ihre ersten Auftritte sind ansonsten erst aus dem Jahr 1755 in den Quellen fassbar. In diesem Herbst trat sie am kleinen Delfino-Theater in Treviso auf. 1756 bis 1757 stand sie auf Bühnen in Brescia, am Teatro San Salvatore in Venedig, in Padua, dann in Ferrara und Reggio. In Reggio trat sie erstmals als prima donna auf. In Venedig trat sie 1756 als Orontea in Emira auf, einem Musikdrama in drei Akten von Gioacchino Cocchi, dann als Venus in Le nozze di Paride nach Musik von Baldassare Galuppi.

### London: King’s Theatre (1757–1761), Abreise (1762)
Calori erhielt 1757, nachdem sie einen Herrn Constantini in Italien zurückgelassen hatte, der in London behauptete, Angela Calori sei seine Ehefrau, ein Engagement am King’s Theatre zu London. Sie sei, sich nur auf ihr Talent verlassend, wie Casanova glaubte, nach London gegangen. Tatsächlich jedoch war sie durch Vermittlung Cocchis, der dort Hauskomponist war, dorthin gelangt.  Ob dies auf eine Empfehlung des primo uomo Pasquale Potenza zurückging, wurde gleichfalls vermutet. Dort war sie als seconda donna für ernste Rollen vorgesehen. Ihr Debüt hatte sie in Cocchis Demetrio, re di Siria. Ihre erste bedeutende Rolle fand sie am 10. Januar 1758 in seiner Oper Zenobia in der Rolle des Radamisto. Cocchi selbst war 1757 nach London gekommen, insgesamt gehen 35 Opern auf ihn zurück. Neben weiteren Rollen, die vermutet wurden, trat Calori am 6. April 1758 bei einem Konzert für die Unterstützung verarmter Kollegen auf.
Nach Casanova hatte sie eine Reihe von Liebhabern, die sie vermögend gemacht hatten, zuletzt jedoch nur noch den Geiger Giardini, wie er von Binetti, einer Freundin, in Erfahrung brachte. Ihr Ehemann, Constantini, wurde wenig später wegen fünf von seiner Frau akzeptierter und nicht eingelöster Wechsel verhaftet. Er glaubte, sie sei hoch verschuldet, angeblich in Höhe von 1000 Guineen. Constantini saß im Kings-Bench-Gefängnis und Casanova wollte sich seines Falles annehmen. Da Calori fürchtete, von ihrem Mann ausgeplündert zu werden – womit er gegenüber Casanova auch gedroht hatte –, hatte sie die Wechsel fingiert, um ihn loszuwerden – wohl von ihrem Liebhaber dazu verleitet. Sie zahlte ihrem Ehemann schließlich eine erhebliche Summe – angeblich 100 Guineen –, unter der Bedingung, dass er aus England fliehen würde.
So war sie getrennt und konnte ihr Vermögen erhalten, eine Bedingung, um ihre Karriere in London fortzusetzen. Am 31. Januar 1758 verkörperte sie den Osmino in Giovanni Ambrogio Migliavaccas Solimano. Danach trat sie als Zomira in Galuppis Attalo auf (11. November 1758, jeweils erster Auftritt), eine Oper, die wiederum Cocchi aufführte, dann als Arpalice in Cocchis Il Ciro riconosciuto (16. Januar 1759), als Lucilla im Pasticcio Vologeso (13. November), als Servilia in Cocchis La clemenza di Tito (15. Januar 1760), Ramise im Pasticcio Arminio (1. März), Ermione in Antigona (17. April), Ismena in Erginda regina di Livadia (31. Mai), danach die Flaminia in Il mondo della luna, gleichfalls von Cocchi aufgeführt. Am 16. Dezember 1760 trat sie erstmals in der Rolle der Laodice in Arianna e Teseo auf, dann am 6. Januar 1761 als Eugenia in der überaus erfolgreichen komischen Oper von Galuppi Il filosofo di campagna, die abermals Cocchi aufführte. Es folgten Sabina in Gioacchino Cocchis Tito Manlio (7. Februar) und Eutilda in La pescatrice (28. April). Auch trat sie in einer Reihe von Konzerten in Soho und am Hay Market auf.
Im Sommer 1761 wurde ihr Vertrag jedoch nicht verlängert. Mindestens bis April 1762 trat sie in London an anderen Orten auf, hoffte vielleicht bis zum Sommer auf ein neues Engagement. Casanova traf sie später in Prag.

### Auftritte in Oberitalien (1763(?)–1766)
Nun kehrte sie nach Italien zurück und trat in Turin, Verona und wieder Reggio auf, wo sie im Sommer 1764 Edward Gibbon hörte und sah. Auch in Florenz hielt sie sich auf, wo sie Giacomo Casanova wohl zum zweiten Mal traf. Er berichtet, sie sei zu dieser Zeit eine überaus vermögende Frau gewesen, was zum Teil auf ihre Liebhaber zurückzuführen sei, wie etwa auf Felice Giardini, der auch Musik für sie in London geschrieben hatte.

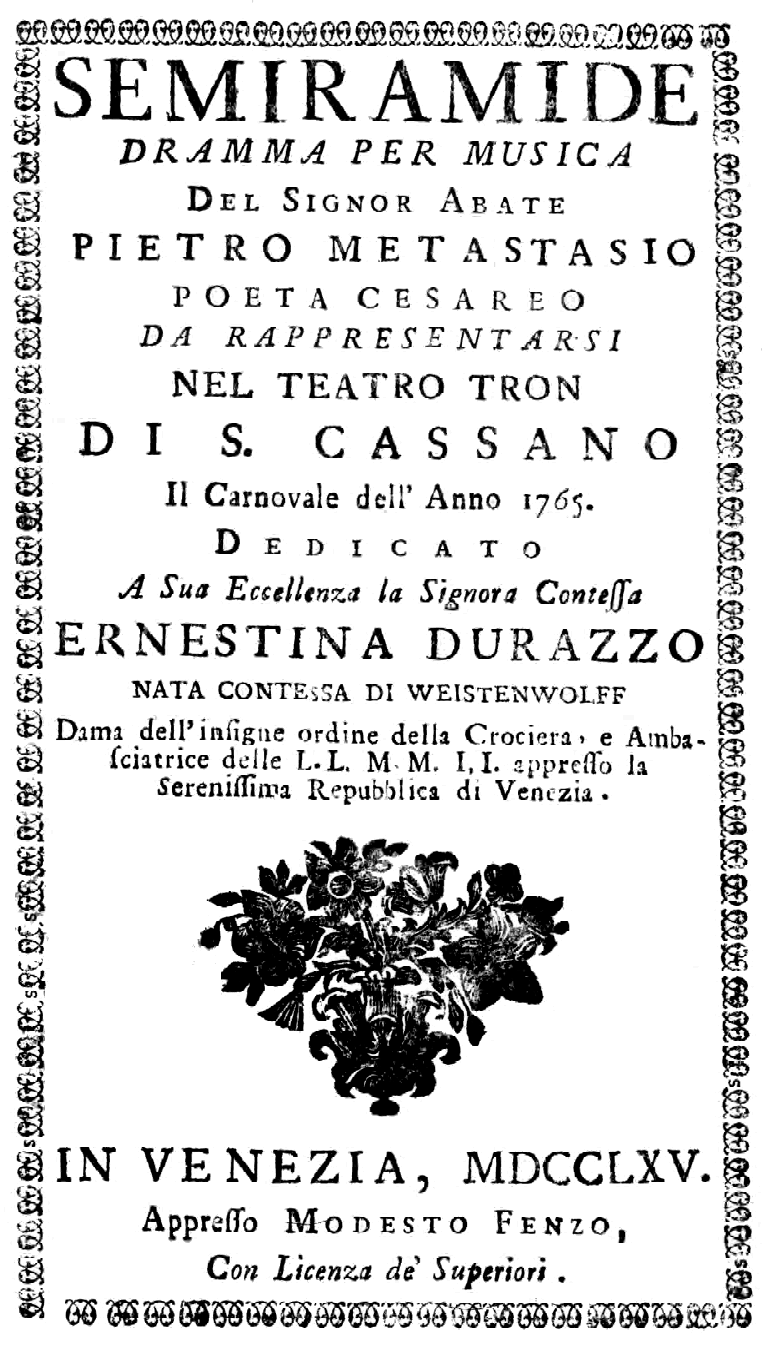
Titelblatt des Librettos der Semiramide, aufgeführt im Teatro Tron di S. Cassano

Danach folgten Engagements wie 1765 in Venedig (in den neuen Häusern Ferdinando Bertonis und Tommaso Traettas). In diesem Jahr erschien sie nicht nur als Aristea in Bertonis L‘olimpiade auf der Bühne, sondern auch in Traettas Oper Semiramide in der Titelrolle. Beide Aufführungen fanden im Teatro San Cassiano statt.

### Prag, Dresden (1766–1774), Italien (1774–1781/83)
Von dort ging sie nach Prag (1766–1768), wo sie ein längeres Engagement erlangte. Dort bestand noch keine feste Oper, so dass der Händler und Impresario Giuseppe Bustelli ein Theater anmietete, nämlich das Kotce-Theater. Sie trat als Dido in Antonio Boronis Die verlassene Dido auf.
Danach trat sie noch mit großem Erfolg in Dresden (1770–1774) auf, etwa in Antonio Salieris L’amore innocente 1770 bis 1772. Dort wurde ihre Leistung noch gewürdigt, doch schlug sie sich, im Gegensatz zu den übrigen Sängern, „obzwar sehr gealtert, doch sehr brav“. So jedenfalls urteilte Charles Burney in seinem Tagebuch einer musikalischen Reise.
Wahrscheinlich reiste sie 1774 wieder nach Italien und zog sich 1781 (oder 1783) von der Bühne zurück.